# Ichneumon formicator
Ichneumon formicator là một loài tò vò trong họ Ichneumonidae.